# Aspidotis schimperi
Aspidotis schimperi là một loài thực vật có mạch trong họ Adiantaceae. Loài này được (Kunze) Pic. Serm. miêu tả khoa học đầu tiên năm 1950.